# Nora (cité punique)
Pour les articles homonymes, voir Nora (homonymie).

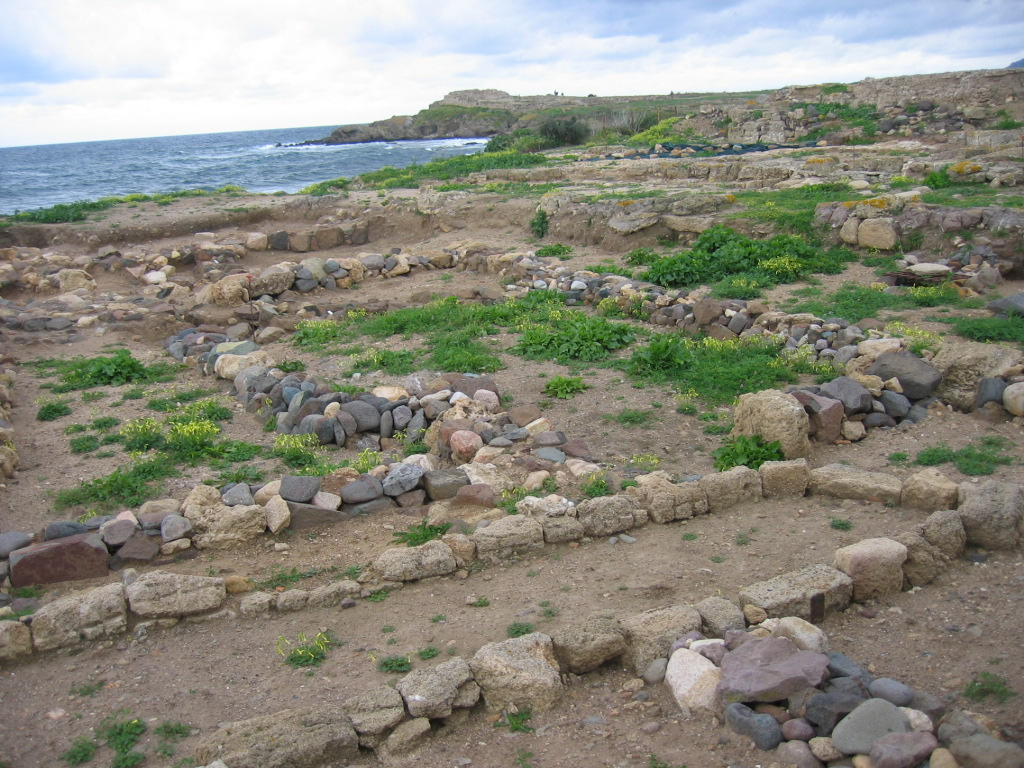
Le quartier punique du site archéologique de Nora.

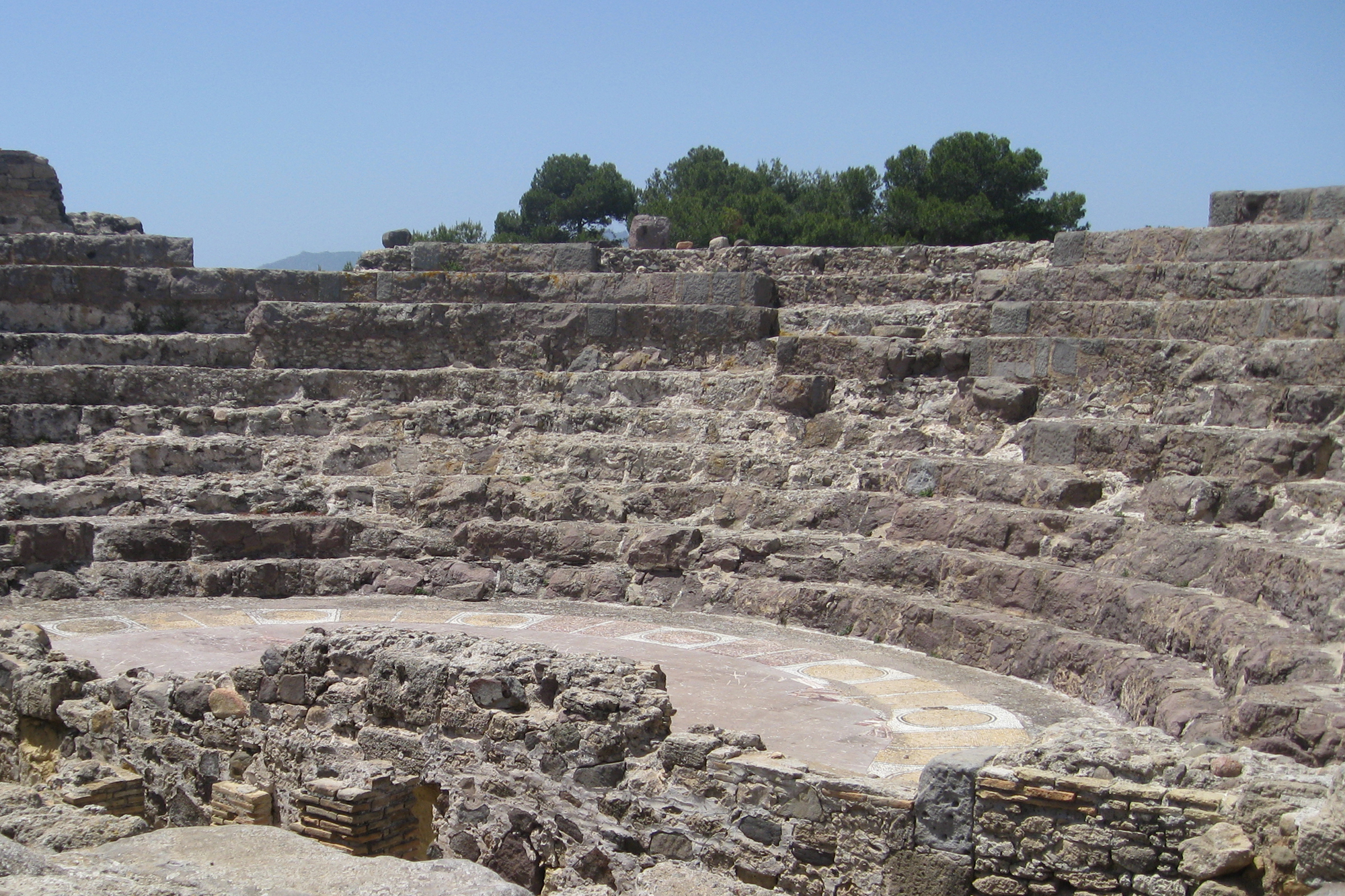
Théâtre

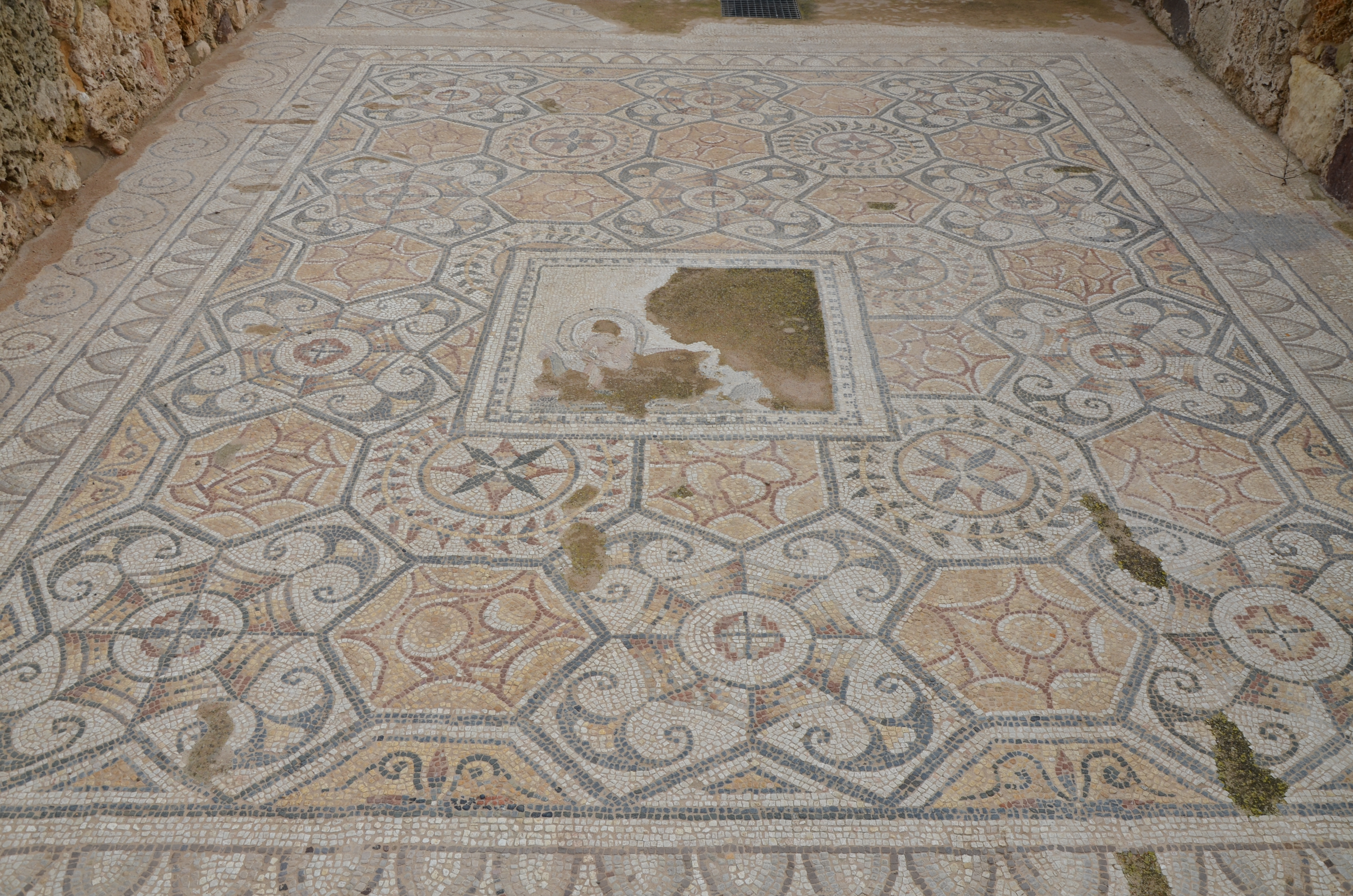
Mosaïque romaine

Nora est une ancienne cité pré-romaine et romaine située sur la péninsule de Capo di Pula (Pula), près de Cagliari en Sardaigne.

## Historique
Pausanias attribue sa fondation à Norax.
La tradition en fait la première cité fondée sur cette île par les Phéniciens aux IXe – VIIIe siècles av. J.-C. La stèle de Nora, trouvée ici au XVIIIe siècle, est réputée être le plus ancien document écrit européen. Le site passe sous contrôle carthaginois, puis romain après 238 av. J.-C. Le déclin s'amorce au IVe siècle et le site est abandonné au cours du VIIIe siècle de notre ère.
Nora était une place de commerce importante avec deux ports protégés, un sur chaque côté de la péninsule. Différents styles de construction ont été identifiés lors des fouilles effectuées.
Du fait que la partie méridionale de la Sardaigne subit les assauts de la Méditerranée, une partie importante de l'ancienne cité est désormais située sous la mer. Un destin similaire est advenu à la cité de Bithia, située près de l'étang de Chia. 
Une part significative du site archéologique n'a pu faire l'objet de fouilles, le territoire appartenant à l'armée italienne. La partie dégagée des ruines est ouverte à la visite, et les restes du théâtre romain sont fréquemment utilisés comme lieu de concerts estivaux.

## Sources
- (en) Cet article est partiellement ou en totalité issu de l’article de Wikipédia en anglais intitulé « Nora, Italy » (voir la liste des auteurs).